# Nadie me dirá como quererte
Nitko mi neće reći kako te voljeti (špa. Nadie me dirá cómo quererte) venezuelanska je telenovela nastala 2008. prema originalnoj priči Martina Hahna, u produkciji televizijske kuće RCTV Internacional. Telenovela je inspirirana djelom "Ifigenia" Terese de la Parra, a emitirala se u razdoblju od 23. rujna 2008. do 1. travnja 2009. Glavne uloge pripale su Marianeli González i Hugu Vásquezu, koje publika pamti u telenoveli Mi Gorda Bella.

## Sinopsis
"Nadie me dirá cómo quererte" priča je o Maríji Eugeniji, mladoj i liberalnoj djevojci čvrstoga karaktera, koja se nakon dužeg izbivanja u inozemstvu vraća u Venecuelu. Stigavši u rodno mjesto, dočekat će ju neugodno iznenađenje kad shvati da su se stvari nakon smrti njezina oca promijenile. Od nasljedstva koje zaslužuje nije ostalo gotovo ništa, zbog čega će biti primorana živjeti s tetkom Eduardom i Antonijom. No stvari neće teći nimalo glatko, jer Antonia osjeća ljubomoru i zavist prema svojoj nećakinji, modernoj i emancipiranoj djevojci koja je upoznala svijet u pravom smislu riječi. 
I dok se privikava na zajednički život s tetom i tetkom, María Eugenia upoznat će ljubav svoga života – Gabriela Olmedu. Predan svome poslu, Gabriel je mladi liječnik koji dijeli ideje i stajališta s Maríjom Eugenijom. 
María Eugenia strastvena je zagovarateljica ženskih prava, trudi se u promicanju jednakosti među spolovima, kako u društvenom, tako u ekonomskom i poslovnom smislu ; brani slobodu žena kako ne bi ovisile o svojim muževima, te vjeruje u zajednički život prije braka. Njezina stajališta izazvat će čuđenje, skandale i pravu revoluciju unutar maloga konzervativnoga sela u kojemu je primorana živjeti.  A pogotovo unutar njezine staromodne i tradicionalne obitelji. Najzaprepaštenija od svih bit će Eugenijina baka koja odlučno stoji uz stroga moralna pravila.
Eugenijino mišljenje da svaka žena u društvu mora imati zasluženo mjesto, navest će mladu djevojku da započne pisati kolumnu u poznatim mjesnim novinama, pod pseudonimom Ifigenia. Bit će to prijelomni trenutak koji će izazvati pravu revoluciju u malome mjestu, upućujući oštru kritiku na društvene prilike i teme koje su se dotad smatrale tabuima. 
Usred nastalih bitki, María Eugenia naći će vremena i za ljubav. Zahvaljujući teti Antoniji, upoznat će Césara Leala, poslovnog čovjeka čvrstih principa, pravog mačista i vlasnika ogromnog bogatstva. Ipak, María Eugenia ostat će predana Gabrielu Olmedu od prvog trenutka kada se sretnu. S njim će proživjeti strastvenu ljubav koja će se morati izboriti pred teškim društvenim prilikama koje ih sputavaju.

## Uloge
| Glumac/glumica      | Lik                          |
| ------------------- | ---------------------------- |
| Marianela González  | María Eugenia Alonso         |
| Hugo Vásquez        | Gabriel Olmedo               |
| Juan Carlos Alarcón | César Leal                   |
| Dora Mazzone        | Antonia de Aristiguieta      |
| Javier Vidal        | Eduardo Aristiguieta         |
| Betty Ruth          | Eugenia Aristiguieta         |
| Hilda Abrahamz      | Mercedes Galindo             |
| Guillermo Dávila    | Francisco "Pancho" Alonso    |
| Raquel Yánez        | Rita Monasterios             |
| Yelena Maciel       | Isabel "Isabelita" Pérez     |
| Héctor Peña         | Pedro "Perucho" Aristiguieta |
| Laura Chimaras      | Ana Teresa "Anaté" Galindo   |
| Lance Dos Ramos     | Carlos Emilio Aristiguieta   |
| Nestor Bravo        | Mateo Vargas                 |
| Aileen Celeste      | Cristina Iturbe              |
| Juan Carlos Gardié  | Alberto Galindo              |
| Margarita Hernández | Clara "Clarita" Aristiguieta |
| Rosario Prieto      | Gregoria Salas               |
| Kiara               | Laura Carbonell              |
| Lucía Sanoja        | Esperanza Santelíz           |
| Ivette Domínguez    | Purita Cabrera               |
| Ileana Alomá        | Magnolia Cabrera             |
| Enrique Izquierdo   | Adalberto                    |
| Manuel Villalba     | Monasterios                  |
| Freddy Salazar      | Alcalde Prudencio            |
| Alejandro Mata      | Ulices Stephanopolus         |
| Carlos Marquez      | sudac                        |
| Eben Renan          | Tomás                        |
| Jalimar Salomón     | Fernanda                     |
| Diana Volpe         | Ligia                        |
| Gonzalo Veluttini   | doktor                       |

## Zanimljivosti
- Marianela González prvotno je trebala dobiti ulogu Rite Monasterios, a Hugo Vázquez ulogu Césara Leala. Naposljetku su im pripale protagonističke uloge.
- U igri za glavnu ulogu bile su : Mónica Spear (Mi prima Ciela), Verónica Shneider, Chantal Baudaux (La mujer de Judas), Marlene de Andrade i Cintia Lander. Na kraju su Mónica i Verónica ostale u drugom stanju, Chantal se udala i otputovala na medeni mjesec, Marlene je prihvatila ponudu od konkurentskog kanala Venevision, a Cintia odustala od ponude.
- Za glavnu mušku ulogu, u igri su bili Juan Pablo Raba (Mi Gorda Bella), Juan Carlos García (La mujer de Judas), Alejandro Otero (La mujer de Judas) i Guillermo Pérez (Mi prima Ciela). S Juan Pablom i Alejandrom nije se postigao nikakav dogovor, Guillermo je tražio preveliku svotu novca, a Juan Carlos García je ostao na Venevisionu.
- Kako se nikako nisu mogli postići dogovori oko podjele protagonističkih uloga, projekt je umalo otkazan. Ipak, da bi se stvari spasile, uloge su na kraju dane Marianeli González i Hugu Vázquezu.
- Zbog niskog proračuna, RCTV produkcija nije bila u mogućnosti realizirati telenovelu prema romanu „Fabulosas“ Martina Hahna, pa mu je rečeno kako bi trebao adaptirati neko od poznatih djela iz venezuelanske literature. Hahn se odlučio za „Ifigeniju“, ali pod uvjetom da mu posluži samo kao inspiracija za pisanje originalne telenovele.
- U nekim vijestima i člancima kružile su spekulacije da je RCTV za protagonisticu želio odabrati Miriam Abreu. Međutim, ispostavilo se kako su navodi izmišljeni.
- Amanda Gutiérrez trebala je biti dio telenovele, no zbog njezine prekomjerne tjelesne težine odlučili su s njom pričekati novi projekt (Calle luna, Calle sol) kako bi u međuvremenu mogla smršaviti.
- Jedna od uloga bila je planirana i za Nohely Arteaga.
- Mlada glumica Cristina Da Costa također je trebala nastupiti u telenoveli, no nije se realizirao njezin angažman.
- Iako je bila emitirana na kabelskom kanalu, telenovela je u više navrata ozbiljno uzdrmala televiziju s nacionalnom pokrivenošću, Venevision, i to pobijedivši gledanošću njihovu tadašnju telenovelu „¿Vieja Yo?“.
- U telenoveli protagonisti nijednom nisu vodili ljubav.
- Neki od radnih naslova telenovele bili su : „ Yo te diré cuando amarme“ (Reći ću ti kad da me voliš) i „El diario de una mujer libre“ (Dnevnik slobodne žene). Na kraju je odabran naziv „Nadie me dirá cómo querete“.
- Marianela je prilično izgubila na tjelesnoj težini tijekom snimanja telenovele.
- Isprva je planirano oko 130 epizoda (maksimalno do 150), ali zbog dobre gledanosti na kraju je snimljeno ukupno 160 epizoda. U emitiranju je iz toga proizišlo 166 epizoda, s obzirom na to da su od 18. ožujka 2009. emitirane epizode po pola sata. Internacionalna verzija broji 144 epizoda.
- Najskuplja telenovela koju je proizveo RCTV nakon zatvaranja kanala na nacionalnoj razini.
- Posljednja epizoda bila je jedna od najgledanijih na kabelskim kanalima, upravo kao „Mi prima Ciela“ i „Toda una Dama“.

### Kraj serije
Kraj je izazvao mnoge diskusije nakon emitiranja zadnje epizode. U posljednjim scenama, glavna junakinja u suzama čita pismo u kojem joj voljeni otkriva da boluje od teške moždane bolesti, te odlazi na rizičnu operaciju o kojoj mu ovisi život. Ako ne dođe na njihov dogovoreni sastanak na plaži, znat će što se dogodilo.
U sljedećoj sceni, junakinja vidi lik voljenoga i na licu joj se pojavljuje osmijeh, po čemu se daje zaključiti kako je glavni junak preživio. Ipak, u romanu „Ifigenia“ prema kojemu je nastala telenovela, njegov lik umire. To je mnoge gledatelje navelo na zaključak kako se ista stvar dogodila i u telenoveli, a glavnoj junakinji se zapravo samo pričinila njegova pojava.
"Nadie me dirá cómo querete" je vrlo vjerojatno jedina venezuelanska telenovela u kojoj se ne pojavljuje riječ „Fin“ (Kraj) na kraju posljednje epizode. Završava biblijskom porukom koja glasi :
| Date la buena vida con la mujer que amas en los fugaces días de la vida, pués, la esposa que Dios te da es la mejor recompensa por tu trabajo aquí en la tierra.      |
| Eclesiastés 9:9 |
| Uživaj život sa ženom koju ljubiš u sve dane svojega ispraznog vijeka koji ti Bog daje pod suncem, jer to je tvoj udio u životu i u trudu kojim se trudiš pod suncem. |
| Propovjednik 9,9 |

## Glazba
Naslovna tema telenovele je „Ni tú ni nadie“, u izvedbi Mariane Vega. Balada verzija ove pjesme korištena je često tijekom telenovele, posebice u romantičnim scenama. Nažalost, ova verzija nikada nije izdana zasebno kao pjesma, pa mnogi fanovi željno iščekuju da ju Mariana Vega uključi na neki od svojih idućih albuma.
Ostale pjesme koje su korištene u telenoveli :
- Simón Eduardo  - "Culpable"  (tema Maríje Eugenije i Césara Leala)
- Víctor Muñoz - "Minutos" (Isabelina i Peruchova tema)
- Armando Mozquera  - „Extraña Canción" (Clarina i Panchova tema)
- Cubi.k  - "Dime"  (tema Ana Terese i Carlosa Emilija)
- Felix Valentino  -  "Por temor a un no" (Cristinina i Panchova tema)

## Vanjske poveznice
- Službena stranica  Arhivirana inačica izvorne stranice od 28. studenoga 2006. (Wayback Machine)
- Nadie me dirá cómo quererte u internetskoj bazi filmova IMDb-a
- Službeni Trailer
- Uvodna špica
- Mariana Vega - Ni tú ni nadie (Videospot)